# Atworth
Atworth è un villaggio e una parrocchia civile della contea del Wiltshire, a nord-est di Bradford on Avon e in passato faceva parte della grande parrocchia civole di Bradford. Si trova nel Sud Ovest dell'Inghilterra, Regno Unito.

## Geografia

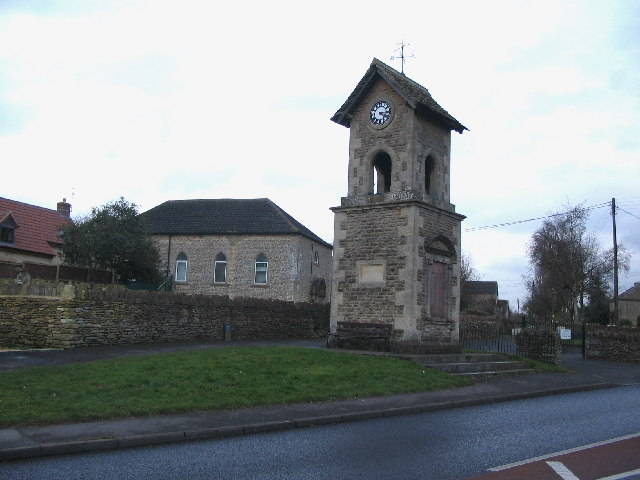
Torre dell'orologio e monumento ai caduti del villaggio

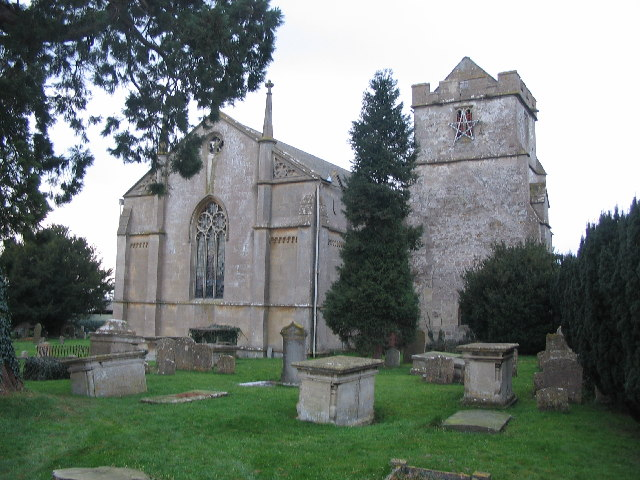
Chiesa di San Michele

Il territorio di Atworth è su un terreno ondulato sulle argille di Forest Marble, sui calcari Cornbrash e sui Kellaways Beds, che si innalzano verso le colline del nord e dell'ovest. L'area è delimitata a nord da Corsham da un confine rettilineo che segue la linea est-ovest dell'antica strada romana da Londinium ad Aquae Sulis. A est si trovano Broughton Gifford e Shaw a Melksham Without, a sud c'è Holt, a ovest c'è South Wraxall.

## Storia
Atworth viene citato nel 1001 in uno statuto di Etelredo II d'Inghilterra che si riferiva al villaggio definendolo Aettenwrth (fattoria di Aetta), ma durante il Medioevo venne anche chiamato in altri modi, come Attennuith, Attewarde, Attewrde, Ateworth e Atford. La denominazione recente non venne ufficialmente utilizzata sino al 1858. La parrocchia civile di Atworth fu fondata nel 1884 e comprende il villaggio di Atworth e quelli vicini di Great Chalfield e Little Chalfield più Cottles. La maggior parte di Atworth apparteneva originariamente al maniero e dell'antica parrocchia. La sua chiesa di San Michele era in precedenza una cappella della chiesa madre della Santissima Trinità di Bradford.

## Monumenti e luoghi d'interesse
Nel territorio di Atworth sono presenti alcuni edifici e località di interesse. Tra questi:
- Atworth Manor Farm House. Si trova sul margine orientale del vecchio centro del villaggio, sulla strada per Bradford. Le facciate sono rivestite in pietra in uno stile dei primi del XVIII secolo con finestre altre e strette. Sul retro c'è un fienile datato 1740 ed entrambi gli edifici portano le iniziali AEK, che si riferiscono ad Anthony ed Elizabeth Kingston.
- Chiesa di San Michele. La chiesa parrocchiale di Atworth è situata sul margine occidentale del villaggio, quindi la porta principale della chiesa, a ovest, era rivolta verso l'esterno dell'abitato. In origine era una cappella della chiesa madre della Santissima Trinità a Bradford on Avon. La cappella esisteva dalla fine dell'XI secolo. Il nuovo edificio fu eretto nel 1451. Un dipinto ad acquerello di John Buckler del 1808 circa, conservato nel Wiltshire Museum, Devizes, mostra che aveva la torre occidentale sopra la porta d'ingresso e una navata stretta e un presbiterio senza navate laterali e una torretta a scale all'estremità orientale della navata. La chiesa che ci è pervenuta fu costruita nel 1832, dopo che la precedente era diventata troppo piccola e in cattive condizioni. La torre del XV secolo fu mantenuta e collegata da un breve passaggio quando il resto della struttura fu demolito. La nuova chiesa fu progettata con elementi in stile neogotico. Un cambiamento importante fu la rotazione dell'edificio, in modo che l'ingresso ora sia da est e quindi rivolto verso il villaggio e l'est liturgico sia ora ovest.[5]
- Poplar Farmhouse, situata lungo la strada che dalla chiesa va verso la strada principale. Prende il nome dalla fila di alberi all'esterno. Si tratta di una casa di inizio XVIII secolo con facciata in bugnato e un portale con frontone in stile toscano. Il tetto è mansardato con tegole in pietra.
- Cottles Park, o Cottles House, è una villa georgiana in pietra squadrata progettata dagli architetti di Bath Thomas Jelly e John Palmer. Costruita tra il 1775 e il 1778, è degna di nota per le sue caratteristiche in stile gotico. All'interno si trova un autentico camino Tudor di fine XVI secolo che è stato restaurato. Presumibilmente una parte della precedente casa che si trovava sul sito apparteneva alla famiglia Poulett e porta il loro stemma.[6]
- Torre dell'orologio, che commemora il giubileo di diamante della regina Vittoria nel 1897 e funge anche da monumento ai caduti del villaggio.[1][2][3]

## Economia
L'economia loca è essenzialmente agricola con la presenza quindi di fattorie e anche di piccole attività commerciali. Un tempo era presente l'attività estrattiva per la pietra a nord del villaggio e a Box e Corsham e piccole attività industriali a Dowty.